# Негрешть (комуна)
Негрешть, Негрешті (рум. Negrești) — комуна у повіті Нямц в Румунії. До складу комуни входять такі села (дані про населення за 2002 рік):
- Негрешть (1557 осіб)
- Пояна (378 осіб)

Комуна розташована на відстані 289 км на північ від Бухареста, 11 км на північ від П'ятра-Нямца, 92 км на захід від Ясс.

## Населення
У 2009 року у комуні проживали 1994 особи.